# Al-Ahli Dubai
Al-Ahli Club (arabsky الأهلي) je fotbalový klub ze Spojených arabských emirátů, který sídlí v Dubaji. Klub je přezdíván The Red knights (česky Rudí rytíři).
Roku 1970 tři dubajské kluby založili Al-Ahli (letopočet založení je i v klubovém znaku). Je to jeden z nejúspěšnějších klubů tamní ligy. Al-Ahli vyhrálo třikrát ligu v sedmdesátých letech, následně se jim to podařilo až v letech 2006 a 2009.
Klub momentálně trénuje portugalský trenér Leonardo Jardim a jeho asistentem je Mohammerd Ahmad.